# La Brochure mensuelle
La Brochure mensuelle est une publication périodique anarchiste éditée de 1923 à 1938 (182 numéros) à l'initiative de Émile Bidault.
La spécificité de la publication est sa forme de brochure thématique, composé d’un texte unique par livraison, soit un « classique » de l’anarchisme, soit un texte en rapport avec l'actualité du moment.

## Éléments historiques
En 1923, Émile Bidault s'installe comme libraire-éditeur au 39 rue de Bretagne, à Paris 3e. C’est là qu’il accomplit son œuvre principale : la publication de La Brochure mensuelle, collection de textes anarchistes désormais considérés comme des classiques, mais aussi études d’actualité politique et sociale.
Le typographe anarchiste bulgare Nikola Tchorbadieff contribue à la réalisation de la publication en tant que salarié de l'imprimerie.
En 1931, le « Groupe de propagande par la brochure » présente son travail au lecteur en ces termes : « Nous estimons que la diffusion des principes libertaires, que le libre examen et la juste critique de ce qui est autour de nous ne peuvent que favoriser le développement intégral de ceux qui nous lirons. Montrer combien l’autorité est irrationnelle et immorale, la combattre sous toutes ses formes, lutter contre les préjugés, faire penser. Permettre aux hommes de s’affranchir eux-mêmes d’abord, des autres ensuite : faire que ceux qui s’ignorent naissent à nouveau, préparer pour tous, ce qui est déjà possible pour les quelques-uns que nous sommes, une société harmonieuse d’hommes conscients, prélude d’un monde de liberté et d’amour »,,.

## Publications notoires
- La Brochure mensuelle sur gallica.bnf.fr.

- Pierre Kropotkine, Aux jeunes gens - L’ordre, n°1, janvier 1923, [lire en ligne].

- Élisée Reclus, L'anarchie et l'Église (1900), no 6 A, juin 1923, [lire en ligne].

- Herbert Spencer, Le Droit d'ignorer l'État (1850), traduit de l'anglais par Manuel Devaldès, n°10, octobre 1923, [lire en ligne], lire en ligne sur Gallica.

- Madeleine Pelletier, L’Âme existe-t-elle ?, n°24 A, décembre 1924, Gallica, [lire en ligne].

- Georges Thonar, Ce que veulent les anarchistes (1904), n°27, mars 1924, [lire en ligne].

- Émile Chapelier, Pourquoi je ne crois plus en Dieu, no 55-56, 1927.

- Jules Lermina, L'ABC du libertaire (1906), 1935.

- Sébastien Faure, Propos d'éducateur : modeste traité d'éducation physique, intellectuelle et morale, no 127-128, juillet-août 1933, Gallica.

- Eugen Relgis, Humanitarisme et eugénisme, n°130, octobre 1933, (OCLC 876820089).

- Groupe de propagande par la brochure, Francisco Ferrer anarchiste, n°142, octobre 1934, Gallica.

- Pietro Gori, Les procès anarchistes : défense faite par Pietro Gori devant le tribunal de Gênes : 2 juin 1894, n°153, septembre 1935.

- Marcel Dieu, Bakounine et sa Confession, suivi de La légende de la dictature chez Bakounine, no 155-156, 1935.

- Manuel Devaldès, Réflexions sur l'individualisme, n°157, janvier 1936, [lire en ligne], [lire en ligne].

- Pierre Kropotkine, La Commune (1881), n°180, décembre 1937, [lire en ligne], [lire en ligne] et sur Wikisource.

### Hors collection
- Madeleine Pelletier, L’Émancipation sexuelle de la femme, Paris, Groupe de propagande par la brochure, 1926.